# Cari Best
Cari Best, född 1951, uppvuxen i New York, USA men bor nu i Weston, Connecticut, är en amerikansk författare.
Best har studerat vid Queen's College och Drexler University. Hon har arbetat som bibliotekarie och förlagsredaktör.
Best skriver barnböcker.